# Міські рогатки Львова

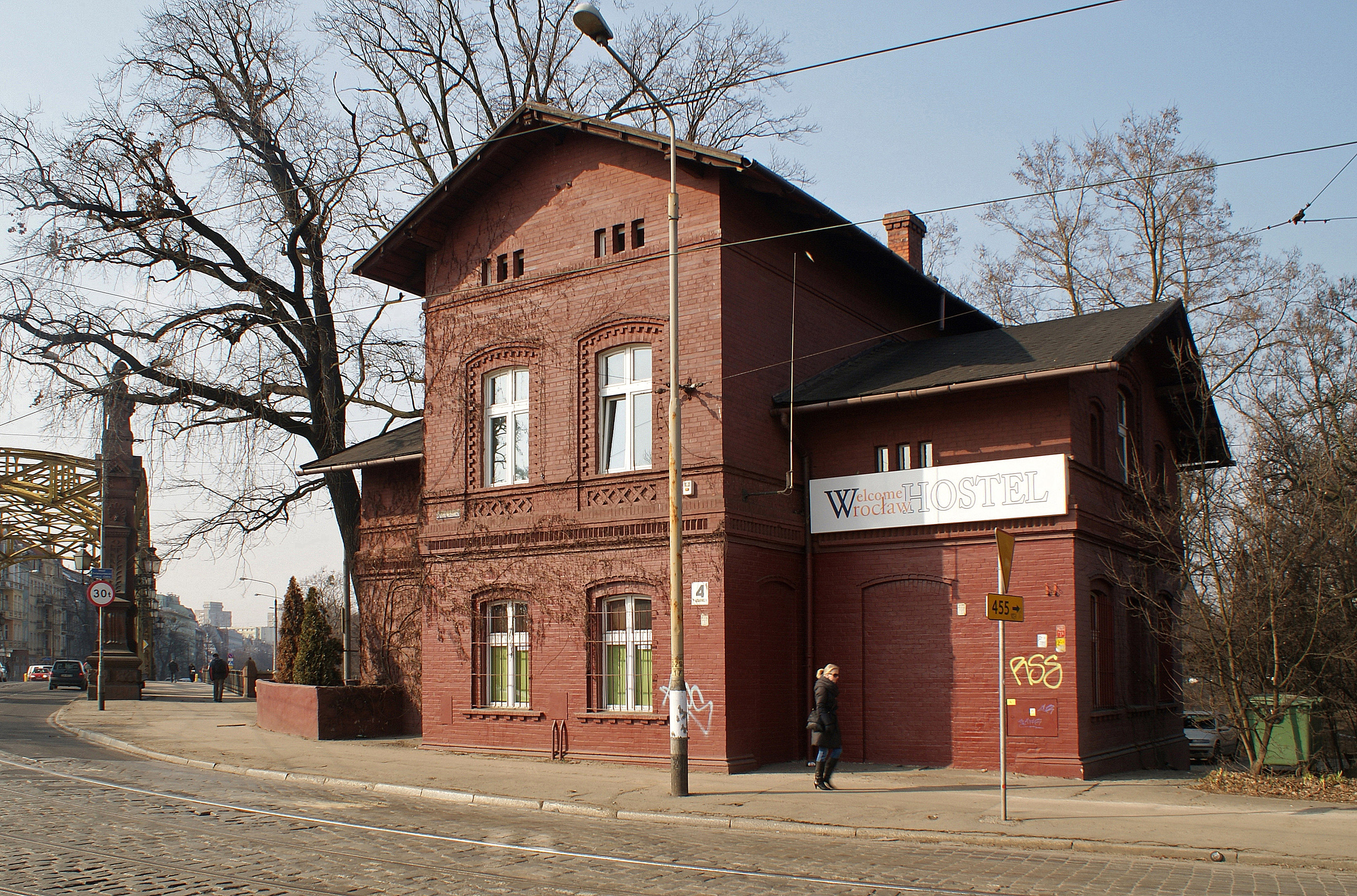
Як приклад, одна з рогаток у польському Вроцлаві.

У Львові було кілька рогаток (пол. rogatka, нім. Schranke), тобто дорожньо-митних застав на в'їздах до міста. В сучасній міській мові найкраще збереглася пам'ять про Жовківську рогатку на перехресті теперішніх вулиць Хмельницького і Волинської.

## Історія
Перші львівські рогатки з'явилися наприкінці XVIII століття ще за Австрії. Доти мито збирали на міських брамах, але в 1777 році почався демонтаж міського муру і відповідно — будівництво рогаток, що перейняли на себе митну функцію. Першою картою Львова, на якій було позначено рогатки, є карта 1802 року.
Зазвичай це були парні сторожові будки або невеликі будівлі обабіч дороги в поєднанні зі шлагбаумом або мобільним частоколом, яким перегороджували шлях для проїзду. При рогатці завжди чергували озброєні солдати, які брали участь у зборі мита за в'їзд до міста.
Під час першої світової війни рогатки втратили своє призначення як митні пости, натомість набули стратегічного оборонного значення. Після війни рогатки почали зникати.

## Перелік львівських рогаток
- Вулецька рогатка (спершу на перехресті сучасних вул. Княгині Ольги та Сахарова; після прокладання чернівецької залізниці її перенесли до колії, де тепер міст над залізницею на вул. Княгині Ольги).
- Городоцька рогатка на початку XIX століття містилася у верхній частині вулиці Городоцької — на площі при перетині нинішніх вулиць Тобілевича та Чернівецької та мала народну назву — Копиткове, через те, що на рогатці збирали акцизне мито від кожного копита коня, що заїжджало до Львова. За рогаткою починалося підміське село Богданівка. Після відкриття Головного та Чернівецького двірців та прокладання залізниці «Львів — Перемишль» у 1860-х роках, коли частину Богданівки зайняли колії, тоді рогатку перенесли до трипроменевого перехрестя сучасних вулиць Городоцької, Кульпарківської та Любінської. Так з'явилася вулиця За Рогаткою (нинішня вулиця Боберського).
- Жовківська рогатка (перехрестя сучасних вул. Хмельницького з Волинською).
- Замарстинівська рогатка (також Голосківська; біля перехрестя сучасних вул. Замарстинівської, Хімічної та Романа Дашкевича)[2].
- Клепарівська рогатка (на початку сучасної вул. Клепарівської).
- Личаківська рогатка (також Бродівська, Винниківська; спершу сучасна вул. Личаківська, 154, пізніше її перенесли на перехрестя вул. Личаківської з Пасічною).
- Стрийська рогатка. Спершу розташовувалася при вул. Стрийській на збігу теперішніх вулиць Івана Франка та Зарицьких. З розширенням міста, подовженням вулиці Стрийської, а також відкриттям при ній іподрому та нового Стрийського цвинтару рогатку наприкінці XIX століття перенесли подалі від міста, а саме на збіг вулиць Стрийської та Стрийської бічної. На мапі Львова 1931 року позначено будинок Стрийської митниці. На місці рогатки у 1970-х роках за індивідуальним проєктом архітектора Володимира Дорошенка було споруджено шестисекційний дев'ятиповерховий житловий будинок[3], що має адресу — вул. Стрийська, 78.
- Янівська рогатка (спершу біля Церкви Анни, згодом тривалий час — біля Янівського цвинтаря).